# Transport en Corse
Les transports dans la collectivité territoriale française de la Corse sont confrontés à deux problématiques principales. En premier lieu, l'insularité de la Corse et son éloignement de la France continentale donnent une place capitale aux transports aérien et maritime, et la Corse possède plusieurs ports et aéroports importants. En second lieu, le relief marqué de l'Île de Beauté entrave les transports terrestres à l'intérieur du territoire, et les temps de parcours sont ainsi élevés pour rallier certains villages ou même les deux principales villes (Ajaccio et Bastia) entre elles.

## Transport routier

### Infrastructures routières

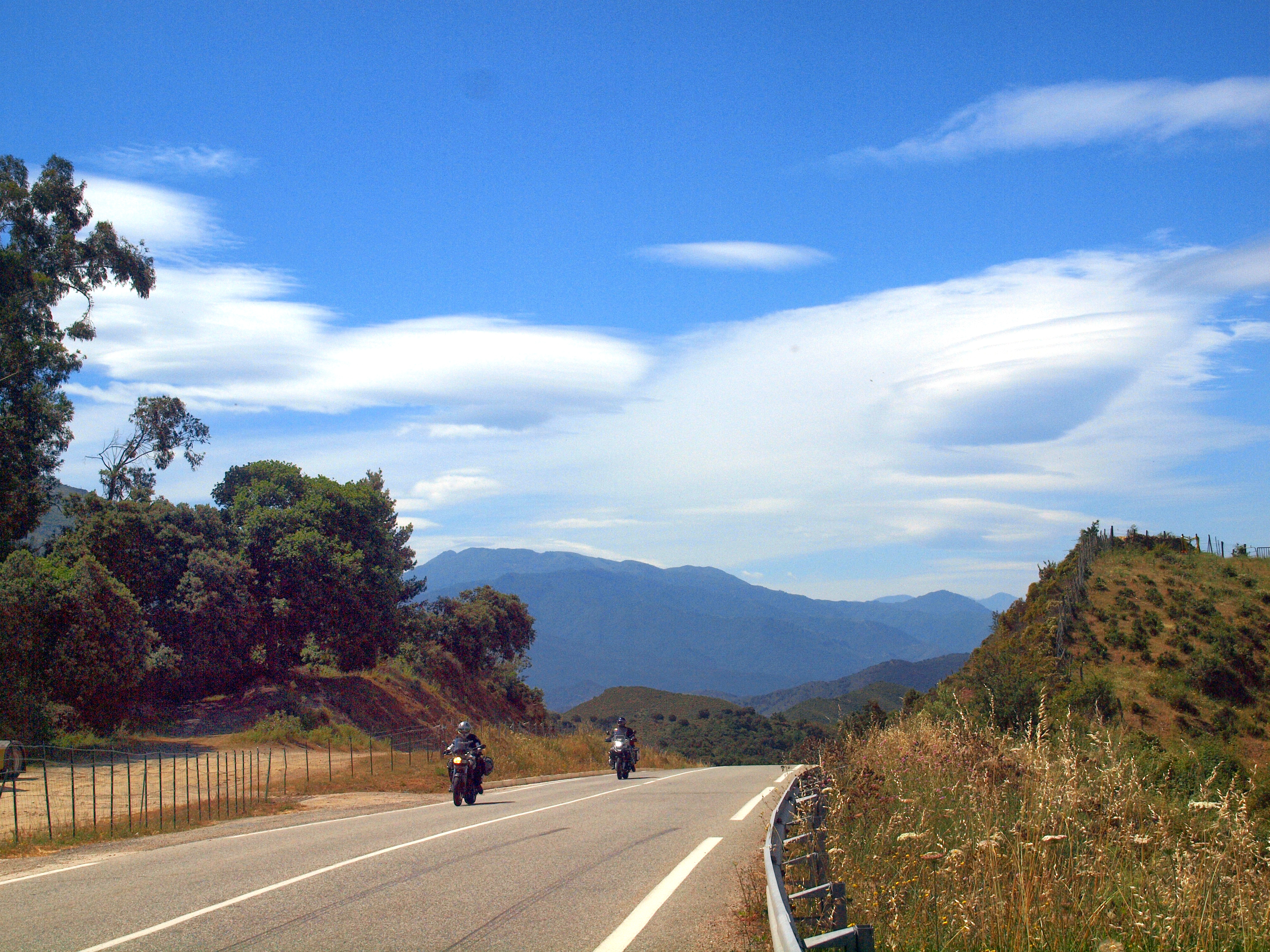
Des motards franchissent le col de Sainte-Marie, sur la route territoriale 30 entre Ponte-Leccia et l'Île-Rousse.

En raison de la sinuosité des routes imposées par le relief, et de l'absence d'autoroute ou voie rapide — hormis deux courtes sections dans les périphéries d'Ajaccio et Bastia — les déplacements par la route sont dans l'ensemble assez lents en Corse. La route territoriale 10 (Bastia - Bonifacio), la route territoriale 20 (Ajaccio - Bastia), la route territoriale 30 (Calvi - Ponte-Leccia), la route territoriale 40 (Ajaccio - Bonifacio) et la route territoriale 50 (Aléria - Corte) sont les principaux axes routiers de Corse. La route territoriale 11 et la route territoriale 21 sont des voies périurbaines donnant accès respectivement au centre de Bastia depuis le sud et au centre d'Ajaccio depuis l'est.
La Corse ne possède plus de routes nationales depuis que les dernières ont été transférées à la Collectivité territoriale de Corse en 2014, prenant le nom de routes territoriales. Les routes départementales sont, elles, du ressort des deux départements de Haute-Corse et de Corse-du-Sud. 
En 2010, 30 millions d'euros ont été dépensés pour l'aménagement du réseau routier.[réf. nécessaire]

### Transport collectif de voyageurs
En matière de transport interurbain, la collectivité de Corse est compétente et organise les transports interurbains à travers une dizaine de lignes régulières formant le réseau ViaCorsica, dont une navette maritime. En outre, elle organise le transport scolaire sur toute l'île en dehors des périmètres des réseaux urbains.

## Transport ferroviaire

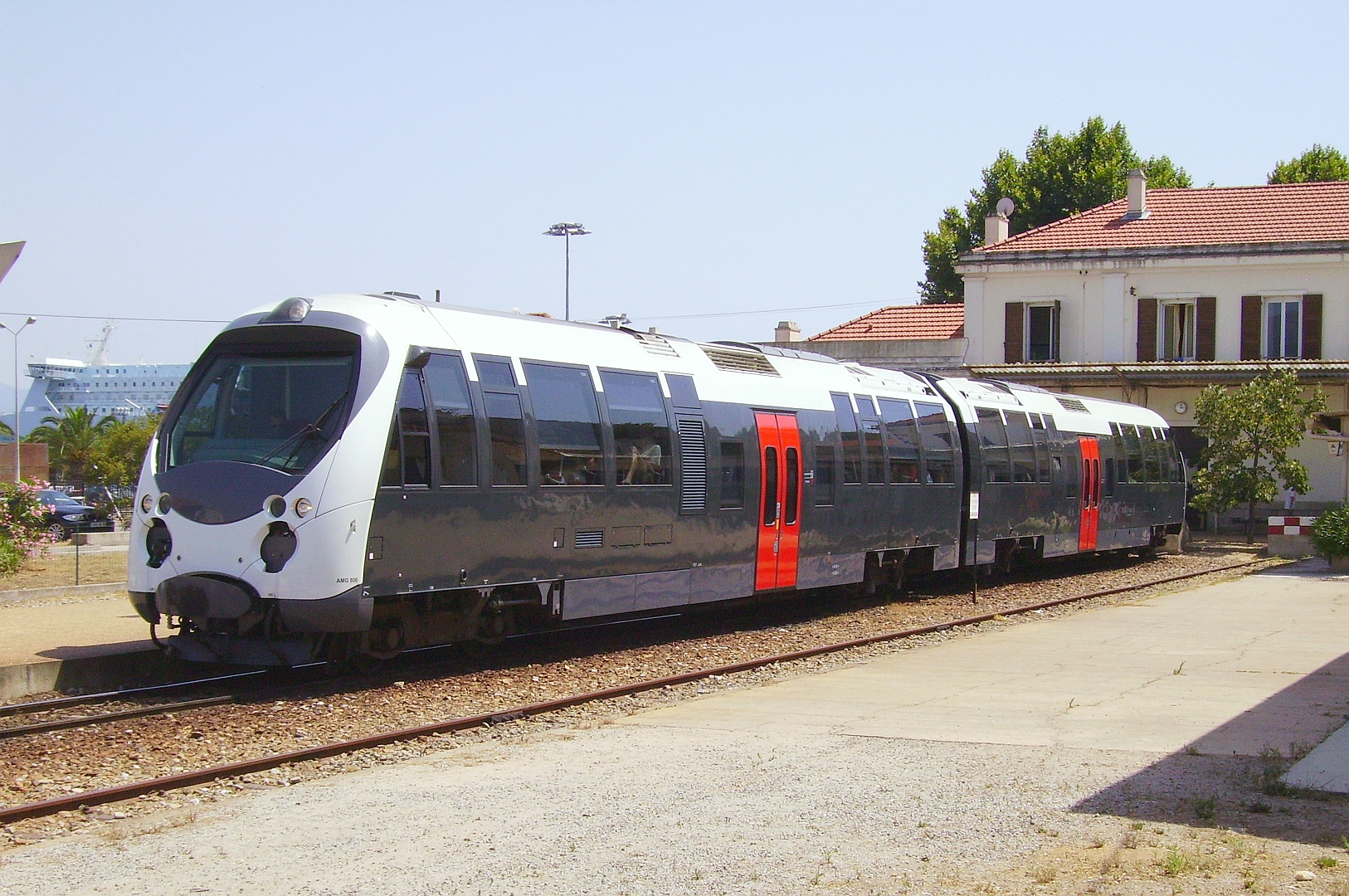
Une rame AMG 800 sur le réseau corse.

Le réseau des Chemins de fer de la Corse (ou camini di ferru di a Corsica' en corse), surnommé u Trinichellu (« le petit train »), est distinct des lignes de France continentale opérées par la SNCF. Les infrastructures des Chemins de fer de la Corse, à écartement métrique, non-électrifiées et ne faisant pas partie du réseau ferré national, appartiennent à la Collectivité territoriale de Corse. Cette dernière est par ailleurs autorité organisatrice des trains de voyageurs qui y circulent, exploités par une société d'économie mixte.
La ligne de Bastia à Ajaccio qui relie ces deux villes en passant par Corte est la principale voie ferrée de Corse. La gare de Ponte-Leccia, en plus d'être desservie par cette ligne, est également le départ de la ligne de Ponte-Leccia à Calvi. 
Les premiers tronçons de ces deux lignes ont été ouverts à l'exploitation à la fin des années 1880, en même temps que la ligne de la côte orientale corse. Toutefois, à la différence des deux premiers, cette dernière est construite très lentement et n'atteindra Porto-Vecchio qu'en 1935 ; son trafic est définitivement suspendu sur une grande partie de son parcours après un bombardement en 1943. La Corse n'a jamais connu d'autre chemin de fer que ces trois lignes.
|                                                |
| Le réseau ferroviaire près son apogée en 1930. |

|                                     |
| Le réseau ferroviaire de nos jours. |

## Transport maritime

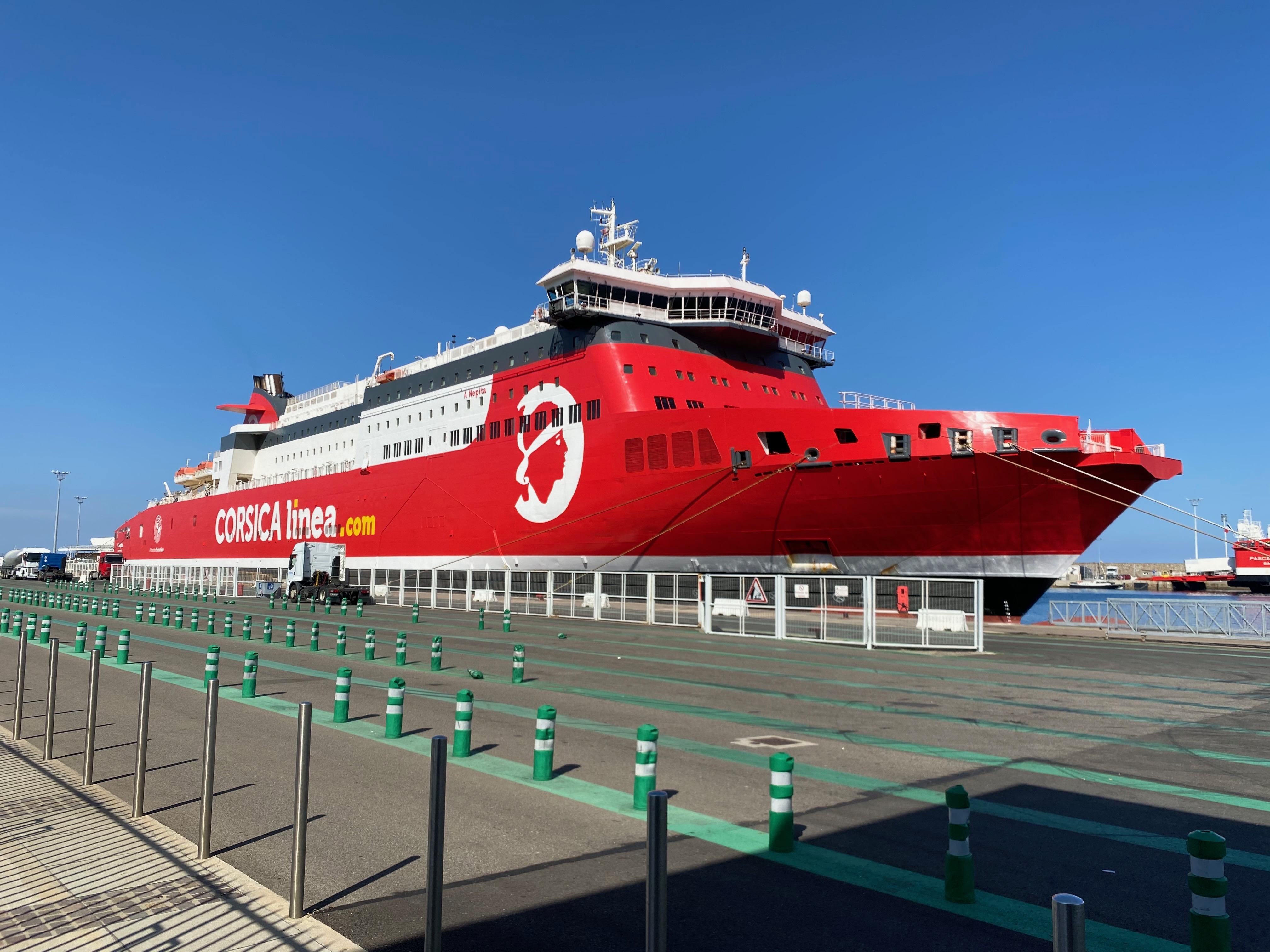
A Nepita à Bastia en 2020

### Transport de passagers
Quatre compagnies régulières desservant 6 ports différents :
- La Méridionale dessert les ports d'Ajaccio et de Porto-Vecchio depuis Marseille en cargo mixte (ro-pax) ;
- Corsica Linea dessert les ports de Bastia, Ajaccio, Propriano et L'Île-Rousse depuis Marseille en cargo mixte ;
- Corsica Ferries dessert les ports de Bastia, Ajaccio, Porto-Vecchio, et L'Île-Rousse depuis Toulon, Nice, Sète, Livourne, Piombino et Savone en cruise ferry et en ferry rapide ;
- Moby Lines dessert les ports de Bastia et Bonifacio depuis Gênes, Livourne et Santa Teresa Gallura en cruise ferry.

En haute saison estivale, des paquebots de croisière font escale à Ajaccio.

### Transport de marchandises
Les deux principaux ports de commerce de l'île sont situés à Ajaccio et Bastia.
- La Méridionale et Corsica Linea assurent des liaisons fret vers la Corse depuis Marseille à l'aide de leurs navires ro-pax
- Someca (groupe Lafarge)  et Vicat assurent des liaisons en cimentier depuis le continent avec le Capo Nero et le Capo Cinto[3].

## Transport aérien

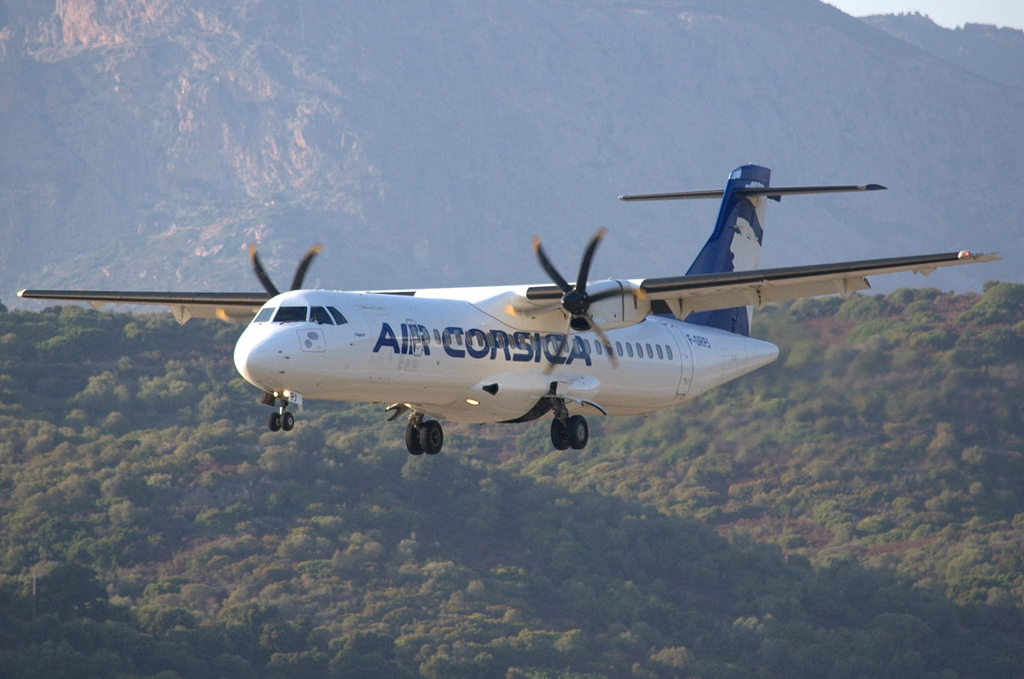
Un avion ATR 72 de la compagnie Air Corsica.

La Corse dispose de quatre aéroports ouverts au transport de passagers : Ajaccio-Napoléon-Bonaparte, Bastia-Poretta, Figari Sud Corse et Calvi-Sainte-Catherine par ordre de fréquentation décroissante, transportant au total plus de 4 millions de voyageurs par an en 2019. Les compagnies low-cost et charter ont pris une grande part du marché, surtout en été.
- Air France

La compagnie propose des vols vers Ajaccio et Bastia.
En moyenne on compte 2 à 3 vols par jour hors saison et 4 à 5 pendant les mois d'été (jusqu'à 8 le week-end).
- Air Corsica

Créée le 6 janvier 1989, la Compagnie Corse Méditerranée (devenue CCM Airlines, puis Air Corsica) est une compagnie régionale.
Elle est le premier opérateur aérien sur l' île avec, chaque année plus de 15 000 vols entre la Corse et le continent.
Liaisons allant jusqu'à 6 vols par jour entre Ajaccio, Bastia, Calvi ou Figari et le continent, principalement Paris-Orly, Nice et Marseille.
Au départ de Marseille, Nice, Genève.
| Aéroport | Liaison avec les aéroports de |
| -------- | --- |
| Ajaccio  | Bilbao, Bordeaux, Charleroi, Clermont-Ferrand, Édimbourg, Ljubljana, Londres-Sansted, Lyon, Marseille, Nantes, Nice, Paris-Orly, Paris-Roissy, Toulon, Toulouse, Varsovie, Venise |
| Bastia   | Charleroi, Cracovie, Dole, Héraklion, Ljubljana, Londres-Sansted, Lyon, Marseille, Nantes, Nice, Paris-Orly, Paris-Roissy, Rome, Toulon                                           |
| Calvi    | Bordeaux, Charleroi, Lyon, Marseille, Paris-Orly, Paris-Roissy, Nice, Toulouse |
| Figari   | Londres-Sansted, Lyon, Marseille, Nice, Paris-Orly, Paris-Roissy, Toulouse |

| Aéroport | Liaison avec les aéroports de |
| -------- | --- |
| Ajaccio  | Aurillac, Bordeaux, Brive, Caen, Castres, Clermont-Ferrand, La Rochelle, Lille, Lyon, Metz-Nancy, Nantes, Paris-Orly, Paris-Roissy, Pau, Poitiers, Rennes, Strasbourg, Toulon, Toulouse |
| Bastia   | Biarritz, Bordeaux, Clermont-Ferrand, Lille, Lyon, Montpellier, Nantes, Paris-Orly, Paris-Roissy, Pau, Perpignan, Rennes, Rouen, Strasbourg                                             |
| Calvi    | Lille, Lyon, Metz-Nancy, Nantes, Paris-Orly, Paris-Roissy, Strasbourg, Toulouse |
| Figari   | Bordeaux, Caen, Clermont-Ferrand, Lille, Lyon, Nantes, Paris-Orly, Paris-Roissy, Quimper, Rennes, Strasbourg, Toulouse                                                                  |

| Aéroport | Liaison avec les aéroports de |
| -------- | ----------------------------- |
| Figari   | Beauvais, Charleroi           |

| Aéroport | Liaison avec les aéroports de                                                    |
| -------- | -------------------------------------------------------------------------------- |
| Ajaccio  | Beauvais, Bordeaux, Brest, Caen, Lille, Montpellier, Nantes Strasbourg, Toulouse |
| Bastia   | Bordeaux, Brest, Caen, Lille, Montpellier, Nantes, Strasbourg, Toulouse          |
| Figari   | Bordeaux, Brest, Caen, Lille, Nantes, Strasbourg, Toulouse                       |

La Corse possède en outre plusieurs aérodromes destinés à l'aviation légère de tourisme et de loisirs : Corte, Ghisonaccia Alzitone et Propriano.

## Transports en commun urbains et périurbains
La communauté d'agglomération du Pays ajaccien, la communauté d'agglomération de Bastia et la commune de Porto-Vecchio sont autorités organisatrices de la mobilité sur leur territoire et organisent des services de transport dans leur ressort territorial. 
Les réseaux Muvistrada (Ajaccio) et ViaBastia (Bastia) comptent une vingtaine de lignes régulières d'autobus chacun. Le service A Citadina (Porto-Vecchio) se limite à une navette urbaine.

## Modes actifs
Le département est traversé par plusieurs voies vertes, véloroutes et sentiers de grande randonnée.
Le réseau Grande Traversée 20 (GT20, en corse, « A traversata Maiò »), est un itinéraire cyclable qui lie Bastia au Nord à Bonifacio à la pointe Sud en 12 étapes